# Raimundo Fernández Villaverde
Raimundo Fernández Villaverde (Madrid, 20 gennaio 1848 – Madrid, 15 luglio 1905) è stato un politico spagnolo.
È stato presidente del Consiglio dei ministri due volte sotto il regno di Alfonso XIII.